# Azzam (Schiff)
Die Azzam ist mit einer Länge von knapp 181 Meter die längste private Megayacht der Welt.
Eigentümer war Scheich Chalifa bin Zayid Al Nahyan, ehemaliger Präsident der Vereinigten Arabischen Emirate (VAE). Nach seinem Tod 2022 wurde die Yacht an Muhammad bin Zayid Al Nahyan, Herrscher von Abu Dhabi und Präsident der VAE, verkauft.

## Ausstattung
Das Design der Yacht stammt von Nauta Yachts und die Inneneinrichtung von Christophe Leoni. Die Kosten wurden auf 605 Millionen US-Dollar geschätzt. Der Bau des Schiffes dauerte drei Jahre.
Das Schiff unterteilt sich in sieben Decks. Zur Ausstattung gehören zwei Hubschrauberlandeplätze, ein Mini-U-Boot, ein Raketenabwehrsystem, kugelsichere Verglasung, zwei Schwimmbäder, ein Kino, eine Diskothek sowie ein Salon mit einer Fläche von 520 m², der vollständig ohne stützende Säulen konstruiert wurde.
Die zwei Gasturbinen kombiniert mit zwei Dieselmotoren sollen eine Leistung von 94.000 PS (69.137 kW) aufweisen und dem Schiff mittels vier Wasserstrahlantrieben eine Geschwindigkeit von über 30 Knoten ermöglichen.